# Festival Cup
 (juin 2019).
Si vous disposez d'ouvrages ou d'articles de référence ou si vous connaissez des sites web de qualité traitant du thème abordé ici, merci de compléter l'article en donnant les références utiles à sa vérifiabilité et en les liant à la section « Notes et références ».
La Festival Cup est une compétition de football organisée en 2003 et en 2004 pendant l'Edinburgh Festival Fringe et qui mettait aux prises lors d'un simple match les deux grandes équipes d'Édimbourg, Heart of Midlothian et Hibernian.

## Création
L'idée de proposer un mini-tournoi de football pendant la tenue de l'Edinburgh Festival Fringe est venue aux organisateurs du festival au début de l'année 2003. L'idée originale était d'opposer trois équipes, Heart of Midlothian et Hibernian à une équipe d'une des villes jumelées d'Édimbourg (au nombre desquelles on compte Florence, Munich et Kiev, la presse locale évoquant des contacts avec la Fiorentina, le Bayern Munich et le Dynamo Kiev).
Néanmoins, n'ayant pu finaliser la venue d'un club prestigieux, il fut décidé de réduire cette compétition à une simple confrontation entre Hearts et Hibernian.
L'édition 2003 a réuni 10.000 supporters

## Résultats

### 2003
| 2 mai 2003 | Hibernian | 0 – 1   | Heart of Midlothian |                                                                   |                                                                   |
|            |           | (0 – 1) | Webster 17e         | Easter Road, Édimbourg Spectateurs : 10 090 Arbitrage : Tom Brown | Easter Road, Édimbourg Spectateurs : 10 090 Arbitrage : Tom Brown |
|            | Rapport   |         |                     | Easter Road, Édimbourg Spectateurs : 10 090 Arbitrage : Tom Brown | Easter Road, Édimbourg Spectateurs : 10 090 Arbitrage : Tom Brown |

### 2004
| 4 septembre 2004 | Heart of Midlothian                        | 3 – 1   | Hibernian         |                                                                              |                                                                              |
|                  | Sives 42e · de Vries 63e · Wyness (en) 81e | (1 – 0) | Dobbie 80e (pen.) | Tynecastle Stadium, Édimbourg Spectateurs : 7 282 Arbitrage : John Rowbotham | Tynecastle Stadium, Édimbourg Spectateurs : 7 282 Arbitrage : John Rowbotham |
|                  | Rapport                                    |         |                   | Tynecastle Stadium, Édimbourg Spectateurs : 7 282 Arbitrage : John Rowbotham | Tynecastle Stadium, Édimbourg Spectateurs : 7 282 Arbitrage : John Rowbotham |

## Disparition
Malgré un enthousiasme initial, la compétition s'arrêta après deux éditions principalement pour des raisons de calendrier et de logistique. Le fait de ne pas avoir réussi à attirer de grands clubs prestigieux avait réduit cette compétition à un simple derby d'Édimbourg supplémentaire.
Les problèmes de calendrier ont même fait que la deuxième édition ne se joua pas pendant l'Edinburgh Festival Fringe mais en septembre lors d'une date réservée pour les rencontres internationales. Ceci impliqua que les deux équipes se présentèrent à cette rencontre sans leurs internationaux, faisant ainsi perdre encore du prestige à la compétition.
Cette mésaventure ainsi que la grande difficulté pour trouver une date pour l'édition suivante amena les organisateurs à ne pas poursuivre l'aventure.